# Epopeo
Epopeo (in greco antico: Ἐπωπεύς?, Epōpèus) è un personaggio della mitologia greca.

## Il mito
Epopeo, figlio di Poseidone e di Canace, o di Alcione fu re di Corinto e di Sicione. Accolse e poi sposò Antiope sfuggita alle ire del padre Nitteo che incaricò il proprio fratello Lico di riportare a casa la fuggiasca. Lico mosse guerra contro Epopeo, lo uccise, conquistò il regno e riportò la nipote prigioniera a Tebe. Da Antiope ebbe il figlio Maratone e la figlia Enope